# Deuteronomos perfuscata
Deuteronomos perfuscata är en fjärilsart som beskrevs av Hans Rebel 1910. Deuteronomos perfuscata ingår i släktet Deuteronomos och familjen mätare. Inga underarter finns listade i Catalogue of Life.